# Gonzalo González Girón

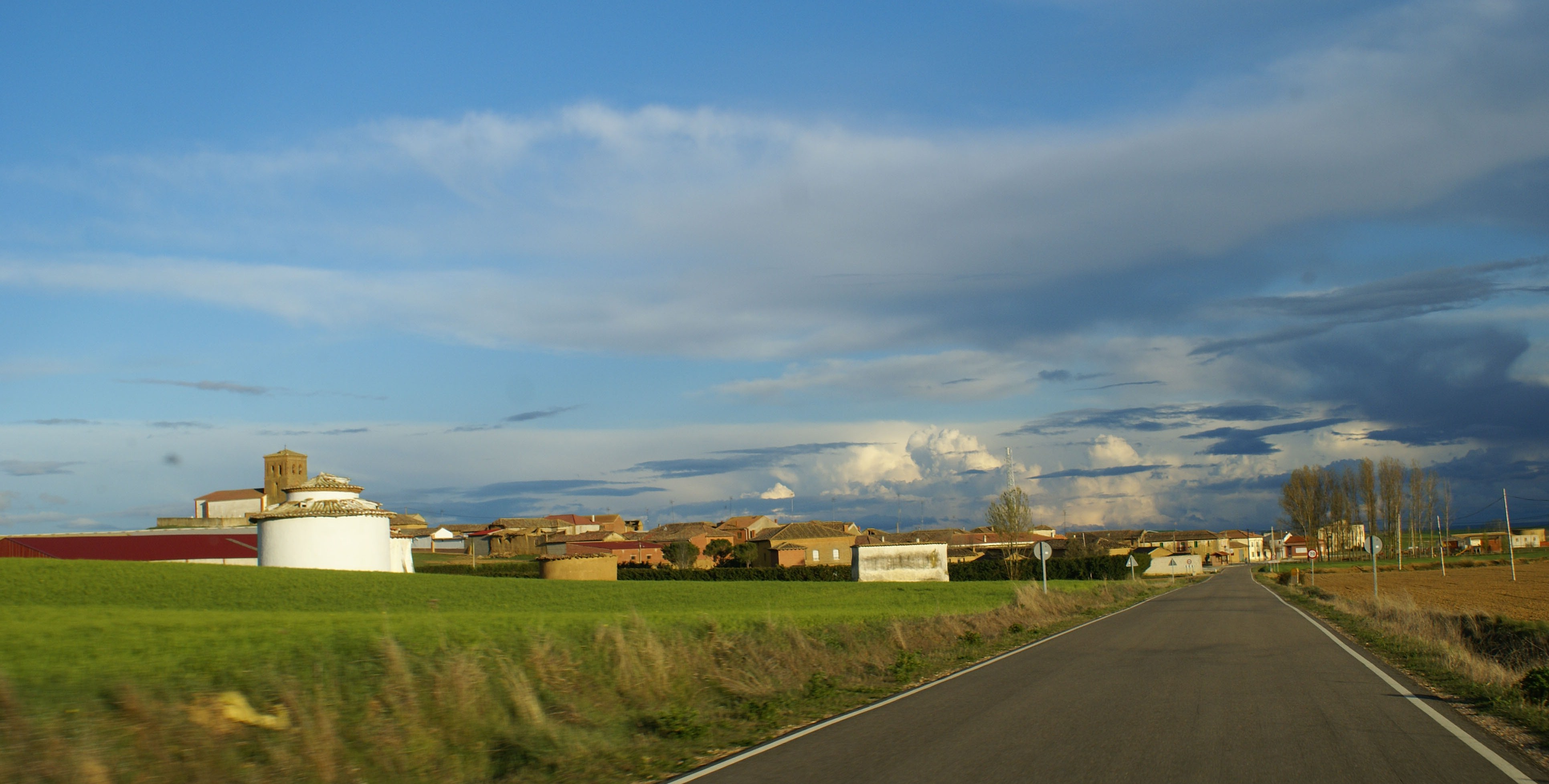
Paisaje típico de Tierra de Campos cerca de Abastas.

Gonzalo González Girón, (c. 1190-c. 1258), hijo de Gonzalo Rodríguez Girón y de su primera esposa, Sancha Rodríguez, fue un noble palentino miembro del linaje de los Girón. 

## Vida
Se convirtió en la cabeza del linaje después de la muerte de su hermano Rodrigo. Fue canciller mayor del rey Fernando el Santo a quien acompañó en la conquista de Sevilla en 1248. En 1232 aparece con su hermano Rodrigo en el Monasterio de Santa María la Real de Las Huelgas Un año más tarde, con su mujer Teresa, vendió todos los bienes que tenían en Villa del Rey, Cisneros, Viliella, Villa Asner, Cordovilla, Pozadurama, y Becerril de Campos a la Orden de Santiago a cambio de otras propiedades de la orden en Abastas, Abasta Mediana, Añoza, y Villatoquite más tres mil quinientos maravedís. En 1237 confirmó la venta realizada por Álvaro Pérez de Castro el Castellano a favor de su mujer Mencía López de Haro de la villa de Paredes de Nava y otra heredad en el reino de León, confirmando como el canceller, Gonzaluo Gonçalues, fide Don Gonçaluo Royz.

## Matrimonio y descendencia
Contrajo matrimonio antes de 1233 con Teresa Arias, hija de Arias González de Quesada (o Quijada) y María Fróilaz, de quien tuvo los siguientes hijos:
- Rodrigo González de Cisneros, fundador de una nueva rama, quien figura en 1257 como testamentario de su madre, junto con la reina Mencía López de Haro y fue la cabeza del linaje de Cisneros.[4] Se casó con Elvira, cuyo origen se desconoce aunque según Luis de Salazar y Castro, pudo ser de la casa de Saldaña o de los Cameros,[5] de quien tuvo tres hijos:[6]
  - Arias González de Cisneros,[6] casado con Mencía de Manzanedo,[c]  padres de Juan Rodríguez de Cisneros y Gonzalo Gómez de Cisneros.[6] Durante su cautiverio en al-Ándalus durante casi 25 años, nacieron unos cinco hijos ilegítimos, entre ellos, Juan Ruiz, identificado como el arcipreste de Hita.[7]
  - Simón (Girón) de Cisneros, obispo de Sigüenza.[6]
  - Juana Rodríguez, casada con Fernán Ruiz de Saldaña.[6]
- Gonzalo Rodríguez Girón,[4] casado con Berenguela Martínez, con quien aparece en 1267 en una permuta con el hospital de la Herrada en Carrión de los Condes.[4]
- Berengela Girón, casada con Lope Ruiz de Haro «el Chico», señor de La Guardia y Bailén, y caudillo mayor del obispado de Jaén.[8]